# Mark Frank
Mark Frank (né le 21 juin 1977 à Neustrelitz) est un athlète allemand, spécialiste du lancer du javelot. 

## Biographie

### Palmarès
| Date | Compétition                   | Lieu          | Résultat | Marque  |
| ---- | ----------------------------- | ------------- | -------- | ------- |
| 1999 | Championnats d'Europe espoirs | Göteborg      | 3e       | 77,62 m |
| 2005 | Championnats du monde         | Helsinki      | 8e       | 77,56 m |
| 2009 | Championnats du monde         | Berlin        | 8e       | 81,32 m |
| 2009 | Finale mondiale               | Thessalonique | 3e       | 82,46 m |
| 2011 | Championnats du monde         | Daegu         | 8e       | 81,81 m |

### Records
| Épreuve           | Performance | Lieu   | Date             |
| ----------------- | ----------- | ------ | ---------------- |
| Lancer du javelot | 84,88 m     | Berlin | 4 septembre 2005 |